# Фридрих Вилхелм II (Саксония-Алтенбург)
Фридрих Вилхелм II от Саксония-Алтенбург Постум (на немски: Friedrich Wilhelm II von Sachsen-Altenburg, Posthumus; * 12 февруари 1603, Ваймар; † 22 април 1669, Алтенбург) от род Ернестинските Ветини, е херцог на Саксония-Алтенбург от 1639 до 1669 г.

## Живот
Той е най-малкият, роден постум, син на херцог Фридрих Вилхелм I от Саксония-Ваймар (1562 – 1602) и втората му съпруга Анна Мария (1575 – 1643), дъщеря на херцог Филип Лудвиг от Пфалц-Нойбург.
През 1612 г. Фридрих Вилхелм II и братята му отиват да следват в университет Лайпциг. От 1631 г. той започва военна служба и след две години става генерал на конницата и главен командир на саксонските войски. През 1639 г. тримата му по-големи братя умират. Фридрих Вилхелм напуска военната служба и става суверенен херцог на Саксония-Алтенбург.
Фридрих Вилхелм II се жени на 18 септември 1638 г. в Алтенбург за София Елизабет фон Бранденбург (1616 – 1650), дъщеря на администратора на Магдебург, Кристиан Вилхелм фон Бранденбург. Бракът е бездетен. След смъртта ѝ той се жени втори път на 11 октомври 1652 г. в Дрезден за принцеса Магдалена Сибила Саксонска (1617 – 1668), най-малката дъщеря на курфюрст Йохан Георг I от Саксония и вдовица на датския тронпринц Кристиан († 2 юни 1647).

## Деца
Фридрих Вилхелм II и Магдалена Сибила имат децата:
- Кристиан (1654 – 1663)
- Йохана Магдалена (1656 – 1686), ∞ 1671 херцог Йохан Адолф I от Саксония-Вайсенфелс (1649 – 1697)
- Фридрих Вилхелм III (1657 – 1672), херцог на Саксония-Алтенбург